# Atlas Entertainment
Atlas Entertainment is een Amerikaans filmfinancierings- en productiebedrijf, opgericht in 1995 door Charles Roven, Bob Cavallo en Dawn Steel.

## Geschiedenis
In 1990 richtten Charles Roven en zijn partner Bob Cavallo Roven/Cavallo Entertainment op. Datzelfde jaar richtte Rovens vrouw Dawn Steel, voormalig president van Columbia Pictures, Steel Pictures op en tekende een deal om films exclusief voor Walt Disney Studios te produceren. In 1995 fuseerden Roven/Cavallo Entertainment en Steel Pictures tot een nieuw bedrijf, Atlas Entertainment. Even later werd een exclusief contract voor de productie van speelfilms getekend met Turner Pictures.
In 1997 verliet Bob Cavallo Atlas Entertainment en ging hij werken bij Walt Disney Studios. Op 20 december 1997 stierf de oprichter van het bedrijf, Dawn Steel. Op 29 juli 1999 werd Atlas Entertainment samengevoegd met Gold/Miller Management om de Mosaic Media Group te vormen. In 2008 nam Charles Roven afscheid van Mosaic Media Group en keerde terug naar Atlas Entertainment in een deal met Sony Pictures. In december 2014 opende Atlas haar dochteronderneming Atlas Artists, geleid door Dave Fleming.
In 2014 werd American Hustle, geproduceerd door Charles Roven en Richard Sackle, genomineerd voor een Oscar in de categorie beste film.

## Filmografie

### Bioscoopfilms
| Jaar | Titel                              |
| ---- | ---------------------------------- |
| 1995 | Angus                              |
| 1995 | 12 Monkeys                         |
| 1998 | Fallen                             |
| 1998 | City of Angels                     |
| 1999 | Three Kings                        |
| 2002 | Rollerball                         |
| 2002 | Scooby-Doo                         |
| 2005 | The Brothers Grimm                 |
| 2006 | Idlewild                           |
| 2008 | Get Smart                          |
| 2009 | The International                  |
| 2011 | Season of the Witch                |
| 2013 | American Hustle                    |
| 2016 | Batman v Superman: Dawn of Justice |
| 2016 | Warcraft                           |
| 2016 | Suicide Squad                      |
| 2016 | The Whole Truth                    |
| 2017 | The Great Wall                     |
| 2017 | Wonder Woman                       |
| 2017 | Justice League                     |
| 2020 | Wonder Woman 1984                  |
| 2021 | The Suicide Squad                  |
| 2022 | Uncharted                          |
| 2023 | Oppenheimer                        |

### Direct-naar-video/streaming films
| Jaar | Titel                        |
| ---- | ---------------------------- |
| 2007 | Live!                        |
| 2019 | Triple Frontier              |
| 2021 | Zack Snyder's Justice League |

### Televisieseries
| Jaar      | Titel      |
| --------- | ---------- |
| 2015-2018 | 12 Monkeys |
| 2018–2020 | Dirty John |
| 2019      | What/If    |

### Televisiefilms
| Jaar | Titel                                 |
| ---- | ------------------------------------- |
| 2010 | Scooby-Doo! Curse of the Lake Monster |